# 李昭祥
李昭祥（1512年—1572年），字元韜，號南湄，直隸松江府上海縣人，竈籍，明朝政治人物。

## 生平
嘉靖十六年（1537年）丁酉應天府鄉試第一百十六名舉人。嘉靖二十六年（1547年）中式丁未科會試第二十四名，登第三甲第三十名進士。兵部觀政，授浙江兰溪知县，升南京工部都水司主事，分署龍江关，理榷政兼理漕战诸舰，轉员外郎，三十三年升屯田司郎中，以本生父喪丁忧归，遂致仕。所著有《瀔陽杂槁》、《慎馀录》、《龙江船厂志》、《读史一得》、《棲云馆集》。

## 家族
曾祖李璠；祖父李觀，號恒軒；祖母张氏（南安知府张弼之女），生三子：長龍浦公塾、次雲浦公序、次賓竹公學；本生父李序，本生母黄孺人；继父李塾（？-1542年），字養蒙，號龍浦，沙縣主簿。嫡母施氏；繼母王氏。慈侍下。兄嘉祥，號竹沙，监生。弟得祥、鍾祥、鼎祥、徵祥、考祥、豐祥、彦祥。子李容春、李含春（娶张蓥曾孫女）。從子李伯春、李叔春。